# Jaltomata atiquipa
Jaltomata atiquipa ist eine Pflanzenart aus der Gattung Jaltomata in der Familie der Nachtschattengewächse (Solanaceae).

## Beschreibung

### Vegetative Merkmale
Jaltomata atiquipa ist ein bis zu 1,5 Meter hoher Strauch. Die älteren Zweige sind hohl, braun gefärbt und mit bis zu 1 Zentimeter großen Korkporen besetzt. Jüngere Zweige sind grün, schwach flaumhaarig und drehrund. Die Laubblätter stehen wechselständig, selten gegenständig. Ihre Blattspreite ist eiförmig, größere Blätter sind an der Basis eingeschnitten, gelegentlich auch etwas schräg. Die Spitze ist spitz oder nahezu spitz, manchmal spitz zulaufend. Der Blattrand ist nahezu ganzrandig bis gezähnt. Jüngere Blätter sind schwach flaumhaarig, verkahlen jedoch später. Die Blattspreiten erreichen Größen von 11 × 13 Zentimeter, die Blattstiele werden bis 4,2 Zentimeter lang.

### Blütenstände und Blüten
Die Blütenstände stehen in den Sprossachseln und bestehen aus sieben, selten aus bis zu zwölf Blüten. Blütenstandsstiel und Blütenstiele sind drehrund, grün, feinbehaart bis unbehaart; der Blütenstandsstiel wird bis zu 21 Millimeter, die Blütenstiele bis zu 11 Millimeter lang. Der Kelch ist grün, zur Blütezeit eben und 8 bis 11 Millimeter durchmessend. Seine Kelchzipfel sind dreieckig und am Rand bewimpert. Die Krone ist weiß, flach schüsselförmig, fünfteilig und 12 bis 15 Millimeter durchmessend. An der Basis der Krone befinden sich zehn grüne Flecken. Die Behaarung der Krone besteht aus nichtdrüsigen, einreihigen Trichomen mit bis zu 0,8 Millimeter Länge sowie gestielten und mit mehrzelligen Köpfchen besetzten Drüsen, die 75 bis 85 Mikrometer groß sind.
Die Staubblätter sind 4 Millimeter lang, die Staubfäden sind weißlich und bis auf 0,2 Millimeter lange Trichome an der Basis unbehaart. Die Staubbeutel sind 1,1 bis 1,4 mm lang, stachelspitzig und vor dem Aufspringen cremefarben. Die Pollenkörner messen 25 bis 30 Mikrometer im Durchmesser. Das Gynoeceum ist unbehaart, nur auf der Narbe befinden sich bis zu 0,03 Millimeter lange Papillen. Der Griffel ist weißlich, bis zu 6 Millimeter lang und endet in einer grünen, kopfigen Narbe mit einer schwachen Einkerbung in der Mitte. Die Narbe steht über die geöffneten Staubbeutel hinaus. Der Fruchtknoten ist grün, der Fruchtboden ist orange getönt und entspricht in etwa 60 % der Höhe des Fruchtknoten. Je Fruchtknotenfach werden etwa 81 bis 94 Samenanlagen gebildet.

### Früchte und Samen
Reife Früchte und Samen wurden bisher nicht beobachtet, es wird jedoch angenommen, dass es sich um orange, nahezu kugelförmige Früchte handelt.

## Vorkommen
Die Art kommt endemisch in der Loma-Formation lomas de antiquipa nahe der südperuanischen Stadt Antiquipa in der Provinz Caraveli vor. Das Epitheton ist ein Verweis auf diesen Standort.

## Nachweise
- Thomas Mione, Segundo Leiva G., Leon Yacher und Alison M. Cameron: Jaltomata atiquipa (Solanaceae): A new Species of Southern Peru. In: Phytologia, Band 93, Nummer 2, August 2011. S. 203–207.